# Pippo z Ozory
Pippo Spano z Ozory (celým jménem Filippo Buondelmonti degli Scolari, česky zvaný Pípa Vlach, 1369, Florencie – 1426, Lipova) byl italský válečník, kondotiér a rytíř Dračího řádu. Proslavil se jako znamenitý válečník ve službách uherského, římského a českého krále Zikmunda Lucemburského v bojích s Turky, Benátčany a husity.

## Život

### Mládí
Filippo Scolari se narodil v roce 1369 v rodině staré kupecké rodiny ve Florencii. Rodiče jej jako chlapce svěřili do opatrovnictví rodinnému příteli Lucovi del Pecchio. Kvůli obchodním zájmům svého poručníka se mladý Pippo dostal do Uher. Zde se Pippo Spano několik let vzdělával v účetnictví a obchodní zručnosti. Ovládl sedm jazyků a prokázal matematické i řečnické nadání. Svými schopnostmi na sebe upozornil ostřihomského biskupa a později i samotného uherského krále Zikmunda Lucemburského, do jehož služeb záhy vstoupil.

### Ve službách Zikmunda Lucemburského
Prvním Spanovým úspěchem prý bylo vyřešení problematického zásobování králova vojska nedaleko Dunaje. Při rebelii chorvatské šlechty údajně přesvědčil krále, aby tvrdě zasáhl proti vzbouřencům. Stál v čele uherského vojska ve dvou desítkách bitev proti Benátčanům (v letech 1411–1413), Turkům (1417–1419) a husitům (1420–1422).
Roku 1420 se účastnil křížové výpravy do Čech. Patřil mezi velitele královské jízdy, účastnil se křižácké porážky u Poříčí nad Sázavou dne 19. května 1420 a bitvy na Vítkově. Při výpravě proti husitům roku 1421 vpadl se svým vojskem na Moravu a svým obratným způsobem boje, jakožto i pleněním, ji podmanil. V bitvách u Kutné Hory a Německého Brodu (1422) byl velitelem uherské jízdy. 
Poté se přesunul do Srbska, kde opět bojoval proti Turkům. Stal se členem Dračího řádu, správcem Bosny a vyslancem u papežského stolce. V kronice Ulricha Richentala je jako účastník církevního koncilu v Kostnici, jehož se účastnil s dvořany krále Zikmunda, uveden coby župan v Temešváru.
Pippo Spano z Ozory zemřel v roce 1426 ve Velkém Varadíně, kde jej zastihl záchvat mrtvice. Pohřben byl v katedrále Nanebevzetí Panny Marie ve Stoličném Bělehradu.